# Microregione di Ilhéus-Itabuna
Ilhéus-Itabuna è una microregione dello Stato di Bahia in Brasile, appartenente alla mesoregione di Sul Baiano.

## Comuni
Comprende 41 municipi:
- Almadina
- Arataca
- Aurelino Leal
- Barra do Rocha
- Belmonte
- Buerarema
- Camacan
- Canavieiras
- Coaraci
- Firmino Alves
- Floresta Azul
- Gandu
- Gongogi
- Governador Lomanto Júnior
- Ibicaraí
- Ibirapitanga
- Ibirataia
- Ilhéus
- Ipiaú
- Itabuna
- Itacaré
- Itagibá
- Itaju do Colônia
- Itajuípe
- Itamari
- Itapé
- Itapebi
- Itapitanga
- Jussari
- Mascote
- Nova Ibiá
- Pau Brasil
- Santa Cruz da Vitória
- Santa Luzia
- São José da Vitória
- Teolândia
- Ubaitaba
- Ubatã
- Una
- Uruçuca
- Wenceslau Guimarães